# کارل بارکس
کارل بارکس (انگلیسی: Carl Barks؛ زاده ۲۷ مارس ۱۹۰۱ درگذشته ۲۵ اوت ۲۰۰۰) یک کارتونیست، نویسنده و نقاش اهل ایالات متحده آمریکا بود. او خالق شخصیت کارتونی اسکروج مک‌داک می‌باشد.